# Teologia cristiana
La teologia cristiana pot ser definida com les veritats fonamentals de la Bíblia i d'altres fonts reconegudes com divinament inspirades presentades de forma sistemàtica, o fins i tot, la filosofia que tracta del coneixement de Déu i de la que aquest manté amb l'Home, comprenent així tot el que es relaciona amb Déu, la Bíblia i els propòsits divins.
Es troba expressada, bàsicament, en quatre grans seccions: teologia sistemàtica, teologia bíblica/teologia exegètica, teologia pràctica i teologia històrica. Els teòlegs cristians usen l'exegesi, l'anàlisi racional i els arguments per comprendre, explicar, provar, criticar i defensar el cristianisme.
La teologia també es pot utilitzar per certificar la veracitat del cristianisme, comparar-lo amb altres tradicions o religions, defensar-la de les crítiques, corroborar reformes, propagar la fe o una varietat d'altres raons. La teologia cristiana va tenir molta influència a l'Europa occidental fins a l'època moderna.

## Perspectiva catòlica
L'Església catòlica defensa l'ús de la teologia com una ciència o estudi racional, però sempre basada en l'obediència a la fe, que estudia sistemàticament i amb mètode la Revelació divina en la seva totalitat, que està compilada en l'anomenada Tradició. La Tradició té una part oral i una part escrita que està centrada en la Bíblia. Les conclusions de la teologia fan evolucionar la comprensió i definició de la doctrina catòlica.
Els mètodes usats, els tòpics estudiats i les seves disciplines són semblants a les altres teologies de les principals confessions cristianes, cosa que té molt a veure amb la seva base comuna. Però la seva interpretació de les veritats revelades i posterior definició de les doctrines presenten diferències en relació als seus congèneres cristians, especialment en la qüestió de la veneració dels sants i de la Mare de Déu, de la justificació, de la infal·libilitat i primacia del Papa, de la noció de 'veritable església de Crist', de la composició dels cànons de la Bíblia i de la validesa de la Tradició oral.

## Divisions de la teologia cristiana
Moltes vegades, les variades disciplines teològiques i les seves respectives subdisciplines s'associen i s'engloben les unes amb les altres, interrelacionant-se, i sovint un tema o fins i tot un locus (àrea específica d'estudi i reflexió) pot ser tractat en conjunt per diverses disciplines i subdisciplines. Per aquesta raó, entre elles hi ha una gran permeabilitat, intercanvi i interdisciplinarietat.
D'una manera resumida i general, la relació entre les disciplines teològiques es dona de la següent manera:
- La teologia exegètica, usant la tècnica de l'exegesi, analitza profundament la Bíblia, els principis d'interpretació són estudiats per l'hermenèutica bíblica.
- La teologia bíblica usa i organitza els resultats de la teologia exegètica i estudia també l'evolució i el desenvolupament de la Revelació progressiva de Déu a la humanitat, passant òbviament per l'Antic Testament i el Nou Testament.
- Amb la trobada i el coneixement de les veritats revelades en la Bíblia i, en el cas catòlic, en altres fonts vàlides de la tradició, tota aquesta veritat bíblica és estudiada, reflectida, debatuda, explicada i posteriorment reunida en un gran sistema explicatiu unificat. Aquest treball està reservat a la teologia sistemàtica.
- Les veritats, els principis i els dogmes explicats i estudiats per la teologia sistemàtica seran després defensats per l'apologètica per davant de la societat, les heretgies, els ateus i les altres religions.
- Després de l'estudi purament teòric, la teologia pràctica pretén aplicar les conclusions teològiques al quotidià i també estudiar la manera com l'Església comunica la seva fe i la seva veritat, així com les diferents accions de santificació o d'una altra naturalesa de l'Església al món. En aquest context, la teologia moral té simultàniament aspectes sistemàtics i pràctics.
- Finalment, l'evolució de la teologia al llarg dels temps i la història del cristianisme són estudiades per la teologia històrica, que dona especial importància a la recepció i comprensió de les veritats revelades i a l'evolució en la formulació de la doctrina al llarg de la història. Aquesta teologia estudia també, per exemple, la patrística, l'escolàstica i altres corrents i moviments teològics.

### Llista de les disciplines iloci
D'una manera més concreta, la teologia cristiana es pot dividir en diverses disciplines i subdisciplines, que poden ser classificades i ordenades de manera diferent a la d'aquesta llista:
- Estudis bíblics:
  - Teologia exegètica.
  - Hermenèutica bíblica.
  - Teologia bíblica.
- Teologia sistemàtica, que, almenys en la perspectiva catòlica, pot ser dividida en dues branques principals: la teologia dogmàtica, que estudia sistemàticament el conjunt dels dogmes i de les veritats fonamentals revelades per Déu, a les quals es deu, en primer lloc, o assentiment de la fe, i la teologia moral, que s'ocupa de l'estudi sistemàtic dels principis èticomorals subjacents a les veritats revelades per Déu, així com a la seva aplicació posterior en la vida quotidiana del creient i de l'Església. Sovint, la teologia moral està íntimament associada a la teologia pràctica. Aquesta teologia engloba diverses àrees d'estudi, com ara:
  - Prolegòmens, que introdueix els principis primaris, bàsics i fonamentals de la teologia.
  - Teontologia, que tracta de l'estudi de Déu i, específicament, de la noció de Déu Pare.
  - Cristologia, que estudia la vida, la missió, la naturalesa i relació de Crist amb Déu i la humanitat.
  - Pneumatologia, que estudia l'Esperit Sant.
  - Antropologia teològica, que estudia la realitat de l'ésser humà des del punt de vista teològic.
  - Soteriologia, que estudia la salvació, especialment la noció de justificació i de santedat.
  - Eclesiologia, que estudia els múltiples aspectes i facetes de l'Església. De vegades, l'eclesiologia està també associada a la teologia pràctica.
  - Escatologia, que estudia la fi del món i el destí de l'Home.
  - Teologia dels sagraments (o teologia sacramental), que estudia els sagraments.
  - Hamartologia (del grec hamartia: pecat), que estudia les nocions de 'pecat' i 'mal'.
  - Angeologia, que estudia els àngels i la seva missió.
  - Demonologia, que estudia els dimonis, particularment Satanàs.
  - Mariologia, que és l'estudi teològic sobre la Mare de Déu.
- Teologia especulativa, que intenta penetrar més encara en el misteri contingut en les veritats revelades, però no desitjant anar més enllà d'elles. Pretén mostrar " la seva intel·ligibilitat i la connexió entre elles, amb l'ajuda de les ciències dites profanes o naturals ".
- Teologia pràctica, que pot dividir-se en:
  - Teologia litúrgica, que estudia els múltiples ritus o actes d'adoració i culte de l'Església en les seves diferents expressions - la litúrgia;[Nota 1]
  - Teologia de Dret Canònic, que estudia el poder de l'Església de legislar com a societat jerarquitzada i instituïda per Jesús (dret canònic); la teologia de Dret Canònic està més relacionada amb l'església catòlica, que és una de les Esglésies cristianes més jerarquitzades.
  - teologia pastoral, que té cura de l'aplicació i pràctica dels ensenyaments teològics en l'acció pastoral de l'Església i a la vida quotidiana de cada creient, inclosa la seva formació.
  - Teologia espiritual, que estudia el camí de configuració de la personalitat humana fins a aconseguir la santedat i, fins i tot, la perfecció. Aquesta teologia engloba la teologia ascètica i la teologia mística. La teologia espiritual és de vegades associada amb la teologia especulativa i fins i tot amb la teologia sistemàtica.
- Apologètica, que s'associa de vegades amb la teologia sistemàtica.
- Teologia històrica.